# Dainius Zubrus
Dainius Zubrus, né le 16 juin 1978 à Elektrėnai en RSS de Lituanie, est un joueur professionnel de hockey sur glace lituanien. Il évolue au poste d'attaquant.

## Biographie

### Carrière en club
Il est repêché par les Flyers de Philadelphie au premier tour, 15e joueur choisi au total, au repêchage d'entrée dans la LNH 1996. Il fait ses débuts avec les Flyers la même année de son repêchage et son équipe atteint la finale de la Coupe Stanley, perdue 4 matchs à 0 face aux Red Wings de Détroit, au cours de cette même saison. Alors qu'il était encore âgé de 18 ans, il devient le plus jeune à avoir participé à la finale de la Coupe.
Lors de la saison 1998-1999, il passe aux Canadiens de Montréal avec des choix de repêchage contre Mark Recchi. Le 13 mars 2001, les Canadiens l'échangent aux Capitals de Washington avec Trevor Linden et un choix de deuxième ronde au repêchage de 2001 contre Jan Bulis, Richard Zedník et un choix de premier tour pour 2001. 
Lors du lock-out 2004-2005, il signe un contrat d'un an avec le Lada Togliatti de Russie. Il joue 42 parties et marque 19 points avec 85 minutes de punition. En séries, il marque 4 points et écope de 22 minutes sur le banc des punitions.
Après un séjour de six saisons chez les Capitals, il est échangé aux Sabres de Buffalo avec Timo Helbling contre un premier choix au repêchage 2007 ainsi que Jiří Novotný. À l'été 2007, joueur autonome sans compensation, il signe un contrat de six saisons avec les Devils du New Jersey pour un montant de 20,4 millions de dollars. Il atteint pour la deuxième fois de sa carrière la finale de la Coupe Stanley en 2012 mais les Devils se font battre 4 matchs à 2 contre les Kings de Los Angeles.
En 2013, il reçoit l’ordre du mérite lituanien.
Le 29 juillet 2015, les Devils du New Jersey le soumettent au ballotage dans le but de racheter son contrat. Le 24 novembre 2015, il signe un contrat d'un an à deux volets avec les Sharks de San José.

### Carrière internationale
Sur le plan international, il a participé avec la Lituanie au Championnat du monde de Division I en 2005, et a également pu prendre part à la Coupe du monde de 2004 avec l'équipe de Russie bien que n'ayant pas la nationalité russe, la Ligue nationale de hockey, organisatrice de la Coupe du monde, étant moins regardante que la Fédération internationale sur les questions de nationalité.

## Statistiques
Pour les significations des abréviations, voir Statistiques du hockey sur glace.

### En club
| Saison     | Équipe                   | Ligue      |       | Saison régulière | Saison régulière | Saison régulière | Saison régulière | Saison régulière |    | Séries éliminatoires | Séries éliminatoires | Séries éliminatoires | Séries éliminatoires | Séries éliminatoires |
| Saison     | Équipe                   | Ligue      | PJ    | B                | A                | Pts              | Pun              | PJ               | B  | A                    | Pts                  | Pun                  |                      |                      |
| 1995-1996  | Lumber Kings de Pembroke | LCHJ       | 28    | 19               | 13               | 32               | 73               | -                | -  | -                    | -                    | -                    |                      |                      |
| 1995-1996  | Canadians de Caledon     | MTJHL      | 7     | 3                | 7                | 10               | 2                | 17               | 11 | 12                   | 23                   | 4                    |                      |                      |
| 1996-1997  | Flyers de Philadelphie   | LNH        | 68    | 8                | 13               | 21               | 22               | 19               | 5  | 4                    | 9                    | 12                   |                      |                      |
| 1997-1998  | Flyers de Philadelphie   | LNH        | 69    | 8                | 25               | 33               | 42               | 5                | 0  | 1                    | 1                    | 2                    |                      |                      |
| 1998-1999  | Flyers de Philadelphie   | LNH        | 63    | 3                | 5                | 8                | 25               | -                | -  | -                    | -                    | -                    |                      |                      |
| 1998-1999  | Canadiens de Montréal    | LNH        | 17    | 3                | 5                | 8                | 4                | -                | -  | -                    | -                    | -                    |                      |                      |
| 1999-2000  | Canadiens de Montréal    | LNH        | 73    | 14               | 28               | 42               | 54               | -                | -  | -                    | -                    | -                    |                      |                      |
| 2000-2001  | Canadiens de Montréal    | LNH        | 49    | 12               | 12               | 24               | 30               | -                | -  | -                    | -                    | -                    |                      |                      |
| 2000-2001  | Capitals de Washington   | LNH        | 12    | 1                | 1                | 2                | 7                | 6                | 0  | 0                    | 0                    | 2                    |                      |                      |
| 2001-2002  | Capitals de Washington   | LNH        | 71    | 17               | 26               | 43               | 38               | -                | -  | -                    | -                    | -                    |                      |                      |
| 2002-2003  | Capitals de Washington   | LNH        | 63    | 13               | 22               | 35               | 43               | 6                | 2  | 2                    | 4                    | 4                    |                      |                      |
| 2003-2004  | Capitals de Washington   | LNH        | 54    | 12               | 15               | 27               | 38               | -                | -  | -                    | -                    | -                    |                      |                      |
| 2004-2005  | Lada Togliatti           | Superliga  | 42    | 8                | 11               | 19               | 85               | 10               | 3  | 1                    | 4                    | 22                   |                      |                      |
| 2005-2006  | Capitals de Washington   | LNH        | 71    | 23               | 34               | 57               | 84               | -                | -  | -                    | -                    | -                    |                      |                      |
| 2006-2007  | Capitals de Washington   | LNH        | 60    | 20               | 32               | 52               | 50               | -                | -  | -                    | -                    | -                    |                      |                      |
| 2006-2007  | Sabres de Buffalo        | LNH        | 19    | 4                | 4                | 8                | 12               | 15               | 0  | 8                    | 8                    | 8                    |                      |                      |
| 2007-2008  | Devils du New Jersey     | LNH        | 82    | 13               | 25               | 38               | 38               | 5                | 0  | 1                    | 1                    | 8                    |                      |                      |
| 2008-2009  | Devils du New Jersey     | LNH        | 82    | 15               | 25               | 40               | 69               | 7                | 0  | 1                    | 1                    | 10                   |                      |                      |
| 2009-2010  | Devils du New Jersey     | LNH        | 51    | 10               | 17               | 27               | 28               | 5                | 1  | 0                    | 1                    | 8                    |                      |                      |
| 2010-2011  | Devils du New Jersey     | LNH        | 79    | 13               | 17               | 30               | 53               | -                | -  | -                    | -                    | -                    |                      |                      |
| 2011-2012  | Devils du New Jersey     | LNH        | 82    | 17               | 27               | 44               | 34               | 24               | 3  | 7                    | 10                   | 18                   |                      |                      |
| 2012-2013  | Devils du New Jersey     | LNH        | 22    | 2                | 7                | 9                | 12               | -                | -  | -                    | -                    | -                    |                      |                      |
| 2013-2014  | Devils du New Jersey     | LNH        | 82    | 13               | 13               | 26               | 46               | -                | -  | -                    | -                    | -                    |                      |                      |
| 2014-2015  | Devils du New Jersey     | LNH        | 74    | 4                | 6                | 10               | 42               | -                | -  | -                    | -                    | -                    |                      |                      |
| 2015-2016  | Sharks de San José       | LNH        | 50    | 3                | 4                | 7                | 20               | 14               | 1  | 1                    | 2                    | 6                    |                      |                      |
| Totaux LNH | Totaux LNH               | Totaux LNH | 1 293 | 228              | 363              | 591              | 791              | 106              | 12 | 25                   | 37                   | 78                   |                      |                      |

### En équipe nationale
| Année | Équipe   | Compétition              |   | PJ | B | A | Pts | Pun                             |  | Résultat |
| 2004  | Russie   | Coupe du monde           | 4 | 2  | 1 | 3 | 4   | Défaite en quarts de finale     |  |          |
| 2005  | Lituanie | Championnat du monde D1  | 4 | 3  | 1 | 4 | 2   | 5e place du groupe B division 1 |  |          |
| 2014  | Lituanie | Championnat du monde D1B | 5 | 2  | 7 | 9 | 4   | 3e place de la division 1B      |  |          |